# Школа злословия (фильм)
«Шко́ла злосло́вия» — советский фильм-спектакль 1952 года по одноимённой комедии Ричарда Шеридана. В постановке участвовали актёры Московского ордена Ленина и ордена Трудового Красного знамени художественного театра СССР имени М. Горького.

## Сюжет
«Школа злословия» представляет собой комедию нравов и является сатирой на английское аристократическое общество XVIII века. В центре повествования взаимоотношения недавней провинциалки, а ныне леди Тизл (жены сэра Питера Тизла), с более опытными членами салона леди Снируэл («школы злословия»). Леди Тизл с удовольствием погружается в жизнь высшего света, но впоследствии обнаруживает, что сама стала жертвой интриг.
Автор, Ричард Шеридан, отходит в этой пьесе от традиционного для XVIII века сентиментализма — в произведении есть уже многие черты реализма драматургии XIX века.

## Действующие лица и исполнители
- Михаил Михайлович Яншин Нар. арт. РСФСР — Сэр Питер Тизл
- Ольга Николаевна Андровская Нар. арт. СССР — Леди Тизл
- Владимир Львович Ершов Нар. арт. СССР — Сэр Оливер Сэрфес
- Анатолий Петрович Кторов Нар. арт. РСФСР — Джозеф Сэрфес
- Павел Владимирович Массальский Нар. арт. РСФСР — Чарльз Сэрфес
- Тамара Емельяновна Михеева — Мария
- Мария Александровна Дурасова Засл. арт. РСФСР — Леди Снируэл
- Евдокия Андреевна Алеева Засл. арт. РСФСР — Миссис Кендер
- Владимир Александрович Попов Нар. арт. РСФСР — Сэр Бэнджамен
- Григорий Григорьевич Конский Засл. арт. РСФСР — Мистер Крэбтри
- Евгений Васильевич Калужский Засл. деят. иск. — Гарри Бэмпер
- Александр Михайлович Комиссаров Нар. арт. РСФСР — Кейрлесс
- Алексей Васильевич Жильцов Нар. арт. РСФСР — Раули
- Василий Петрович Марков — Снейк
- Александр Михайлович Карев Засл. арт. РСФСР — Мозес
- Леонид Фёдорович Еремеев — Трик
- Максим Осипович Чернобровцев — Вильям

## Съёмочная группа
- Режиссура: Николай Михайлович Горчаков, П. С. Ларгин
- Художник — Николай Павлович Акимов
- Композитор — Дмитрий Борисович Кабалевский
- Режиссёр фильма — Абрам Роом
- Операторы: Михаил Гиндин, Владимир Николаев
- Звукооператор — Н. Тимарцев
- Директор — Михаил Левин